# Святиця (притока Чепци)
Свя́тиця (рос. Святица) — річка в Росії, протікає територією Кіровської області (Унинський район, Фальонський район), ліва притока Чепци.
Річка починається в урочищі Мусихи за 5 на північний захід від села Костоломи. Протікає спочатку на північний захід, захід та північ. Біля села Малиновка повертає на північний схід. Біля села Нагорське спрямовується на північ, а потім плавно повертає на північний захід. На цій ділянці річка починає сильно меандрувати. Біля села Біла річка на короткий час знову повертає на північний схід. Біля села Ільїнське напрямок річки вкотре спрямовується на північ, а після села Леваново знову повертає на північний схід. Впадає до Чепци навпроти села Ушаки. У нижній течії поширені стариці, острови, заболочені заплави. В деяких місцях створені дренажні системи для осушення боліт. Значні ділянки русла заліснені. Створено декілька ставків, найбільш площею 0,14 км² біля села Малиновка.
Святиця має значну кількість приток:
- праві — Сосновка
- ліві — Березовка, Талиця, Біла, Талиця, Луговка, Петушиха, Кукарка, Березовка

На річці розташовані села:
- Унинський район — Сосновка
- Фальонський район — Нагорське, Біла, Турунці, Вогульці, Набережний, Ільїнське, Святиця, Малахи, Мошни

Через річку збудовано багато мостів, найбільші з яких залізничний та автомобільний в районі села Юсово, автомобільні в селах Ільїнське, Святиця та Сосновка.